# Morelos (município)
Morelos é um município do estado do México, no México.